# Urbar (Mayen-Koblenz)
Urbar é um município da Alemanha localizado no distrito de Mayen-Koblenz, estado da Renânia-Palatinado.
Pertence ao Verbandsgemeinde de Vallendar.